# Fagocitoză

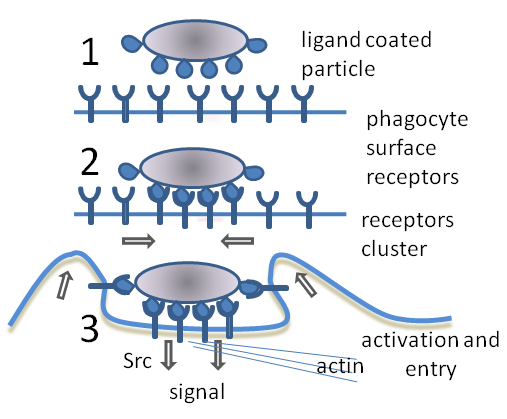
Fagocitoza în 3 paşi: 1. Receptorii nelegaţi de la suprafaţa fagocitelor nu declanşează fagocitoza. 2. Legarea receptorilor îi determină să se îngrămădească 3. Fagocitoza este declanşată şi particula este ingerată

Fagocitoza este un proces prin care fagocitele sau diferite alte microorganisme înglobează particule străine (particule microscopice, microorganisme patogene, celule sau componente ale celulelor moarte), folosind membrana celulară și formând în același timp un fagozom, un echivalent al vacuolelor la celula animală. Acest proces a fost descoperit de biologul rus Ilia Mecinikov.
Fagocitoza este o formă specifică de endocitoză, care implică internalizarea veziculară a particulelor solide, și deci este diferită de orice altă formă de endocitoză, precum pinocitoză. Fagocitoza este implicată în obținerea nutrienților pentru anumite celule, și în cadrul sistemului imunitar este un mecanism important pentru a îndepărta agenți patogeni și resturi celulare.

## Sistemul imunitar
Prin fagozitoza sunt distruși agenții patogeni de către macrofagii sistemului imunitar. Adesea acești agenți trebuie sa fie marcați de către anticorpi, pentru a fi recunoscuți de către fagocite, leucocite și limfocite. Alte tipuri de celule, care operează prin fagocitoză sunt granulocitele neutrofile, celulele dendritice din organele limfatice, celulele gliale, monocitele, macrofagele. 

## Etape
1. Adeziunea - membrana celulei fagocitare aderă la membrana particulei, ce urmează a fi ingerată, etapă datorată lectinelor de pe suprafața microorganismului;
2. Ingestia - invaginarea particulei străine și formarea fagozomului;
3. Digestia - realizată de enzime intracelulare.

## Aspecte biochimice
Fagocitoza este cel mai adesea însoțită de o creștere brutală a consumului celular de oxigen. Într-adevăr, legătura unei particule exogene de receptorul său membranar antrenează o activare a NADPH oxidazei, care transferă electronii NADPH-ului oxigenului molecular. Compușii oxigenați formați (H2O2, radicalii OH• și O2) se găsesc într-o concentrație foarte mare în fagozom, unde exercită efecte toxice pentru organismele ingerate. Unele macrofage sunt capabile după inducția unei NO sintaze de a produce derivați nitrați, în special monoxid de azot prin oxidarea argininei. Monoxidul de azot format duce la distrugerea bacteriilor, paraziților, precum și a fungilor.